# Garibaldi (Software)
INOSOFT Garibaldi ist ein web-basiertes Softwareverteilungssystem des Herstellers INOSOFT AG aus Marburg, das von großen Unternehmen zur Erzeugung und Verwaltung von standardisierten Windows-Rechnersystemen verwendet wird. INOSOFT Garibaldi wird vom Marburger Systemhaus seit 2001 entwickelt, die aktuelle Version 3.1 gibt es seit 2008. Das Produkt konkurriert mit dem Deployment Toolkit (früher: Business Desktop Deployment) des Unternehmens Microsoft.
Dieses System bietet die Erstellung eines Betriebssystem-Image, das den kompletten Softwareumfang enthält, mit dem man später den Windows-Rechner bestücken möchte. Zudem bietet es ein System zur Softwareverteilung an, das diese Rechner automatisiert mit neuen oder zusätzlichen Software-Komponenten versorgt.
Typische Funktionen dieses Produktes sind die Erstellung von Images basierend auf einem Referenzrechner, die Gruppierung von zu installierender Software zur Vereinfachung der Installation auf dem Referenzrechner sowie die Verwaltung und Verteilung von Betriebssystem- und Software-Updates auf bereits installierte Clients.
Der Hersteller nennt für die Kunden, die INOSOFT Garibaldi im Einsatz haben, eine Zahl von 250.000 Rechnern, die teilweise unter Zuhilfenahme dieser Software mit einem Windows-System und den dazugehörigen Anwendungen bestückt wurden.

## Systemaufbau
INOSOFT Garibaldi besteht aus einer als Webanwendung realisierten Verwaltungsoberfläche mit einer Microsoft-SQL-Server-Datenbank im Hintergrund sowie einer Freigabe für die zu verwendenden Software-Installationen.

## Einsatzbereich
Der Einsatz dieser Software ist für große Unternehmen gedacht, die turnusmäßig die Rechner ihrer Mitarbeiter austauschen und dadurch gezwungen sind, ein Betriebssystem und die durch den Mitarbeiter zu verwendende Software aufzuspielen. Ohne eine Dokumentation der verwendeten Komponenten kann der Überblick über die benutzten Produkte verloren gehen.
Für den Einsatz von INOSOFT Garibaldi muss zunächst eine Softwarekombination zusammengestellt werden, die dem Bedarf des Unternehmens entspricht und deren Verträglichkeit getestet und sichergestellt wurde.
Diese Softwarekonstellation wird in Garibaldi eingepflegt und damit automatisiert ein Referenzrechner erstellt. Garibaldi erstellt nun ein Abbild des Referenzrechners. Dieses Abbild kann automatisiert auf die Clients übertragen werden. Sollten sich im Nachhinein Änderungen oder Updates an diesem Abbild ergeben, sammelt und verteilt die Software diese automatisiert an die Clients.

## Entstehung
Das Produkt ist aus der Idee entstanden, großen Unternehmen, die viel Zeit mit der Installationen von Software und Betriebssystemen auf Rechnern aufwenden, eine schnelle und kostengünstige Lösung zur Verteilung dieser Software-Komponenten anzubieten.
Zur Umsetzung wurde 2002 die von Microsoft neu herausgebrachte .Net-Framework verwendet und unterstützt seitdem alle Betriebssysteme und Office-Produkte von Microsoft seit Windows 2000 und Office 2000.
Nach einigen Erfahrungen mit der Leistungsfähigkeit der Umsetzung dieser Idee wurde das Produkt von Microsoft durch ihren Geschäftsführer Steve Ballmer mit dem Microsoft Award für das beste Softwareprodukt 2003 ausgezeichnet.

## Lizenzen
INOSOFT Garibaldi ist ein kommerzielles Produkt.